# Un petit diable
Pour plus de détails, voir Fiche technique et Distribution.
Un petit diable est un film de Georges Méliès, sorti en 1896.